# Chyliza zangana
Chyliza zangana är en tvåvingeart som beskrevs av Yang och Wang 1987. Chyliza zangana ingår i släktet Chyliza och familjen rotflugor. Inga underarter finns listade i Catalogue of Life.